# Dane radiolokacyjne
Dane radiolokacyjne – odległość, azymut, kąt położenia, wysokość, rodzaj, skład, przynależność i działanie celów wykrytych przez stacje radiolokacyjne. 
Dane radiolokacyjne wykorzystywane są przez służbę ostrzegawczą do kontroli i regulacji ruchu samolotów nad lotniskiem, do naprowadzenia samolotów na cele, do kierowania ogniem artylerii itp.